# Smith Child
Sir Smith Hill Child, II baronetto (19 settembre 1880 – 11 novembre 1958) è stato un generale e politico inglese.

## Biografia
Era il figlio di John George Child, e di sua moglie, Helen Mather, figlia del reverendo George Mather. Studiò presso l'Eton College e il Christ Church College.

## Carriera

### Carriera militare
Si arruolò come volontario nella Seconda guerra boera, con il grado di sottotenente, prendendo parte alle operazioni effettuate nel Transvaal nel 1900 con il III battaglione del Royal Scots. Rimasto ferito, ritornò in Inghilterra nel 1900. Nel luglio 1901 entrò a far parte dell'esercito regolare, come sottotenente nell'Irish Guards. È stato promosso a tenente il 1 marzo 1902.
Si ritirò dal servizio regolare nel 1909 ed è stato posto sulla Reserve of Officers nel 1910. È stato promosso colonnello e comandò il Territorial Army e il 2nd North Midlands Brigade of Royal Field Artillery.
Allo scoppio della prima guerra mondiale, servì sul Fronte occidentale (1914-1918). Nel 1918 è stato promosso a Generale di brigata.

### Carriera politica
Venne eletto nel 1918 nel collegio di Stone, carica che mantenne fino al 1922.
Fu anche giudice di pace e vice luogotenente del Staffordshire (1912-1949), nonché per le contee di Londra e Berkshire dal 1936.
Nel 1927 venne nominato Gentleman Usher di Giorgio V e promosso Vice Master of the Household nel 1929. Nel 1936 fu Master of the Household, nel 1937 fu Extra-Equerry di Giorgio VI e nel 1952 di Elisabetta II.

## Matrimonio
Sposò, l'11 dicembre 1925, Barbara Villiers (1899-23 dicembre 1971), figlia di Ernest Villiers. Ebbero una figlia:
- Mary Cornelia Child (24 gennaio 1933-20 luglio 2004), sposò Henry Whitbread, ebbero tre figlie.

## Morte
Ha ereditato il titolo di baronetto alla morte di suo nonno, che era stato anche un deputato conservatore. Il titolo si estinse alla sua morte, l'11 novembre 1958, all'età di 78 anni.